# Heno
Heno (ibland Hino eller Hinu) var hos de nordamerikanska Irokesindianerna åskans gud och himlens härskare.